# Moralistas franceses

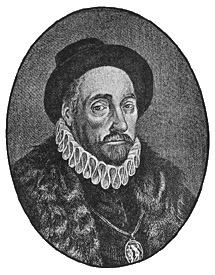
Imagen de Michel de Montaigne

Bajo la denominación de moralistas franceses se engloba un grupo heterogéneo de pensadores franceses de los siglos XVII y XVIII. Se trata de una corriente que surge con Montaigne (1533 - 1592) y que culmina junto con la Ilustración.
Moralistas no en el sentido de defensores de una moral conservadora, sino, antes bien, de la crítica de las costumbres (mores), estos fueron agudos observadores de la mentalidad y el espíritu de su época. Entre los moralistas franceses más destacados se encuentran:
- François de La Rochefoucauld (1613-1680)
- Jean de La Fontaine (1621-1695)
- Blaise Pascal (1623-1662)
- Jean de La Bruyère (1645-1696)
- François Marie Arouet, llamado Voltaire (1694-1778)
- Luc de Clapiers, marqués de Vauvenargues (1715-1747)
- Nicolas-Sebastien Roch, llamado Nicolas Chamfort (1741-1794)
- Antoine de Rivarol (1753-1801)
- Joseph Joubert(1754-1824)
- Henri Bayle, llamado Stendhal (1783-1842)